# Rina Lazo Wasem
Rina Lazo Wasem   (Ciutat de Guatemala, 23 d'octubre de 1923 - Ciutat de Mèxic, 1 de novembre de 2019) va ser una pintora i muralista guatemalenca. A més de la seva obra mural va realitzar obres en formats més petits com a llenços.

## Biografia
Filla d'Arturo Lazo i de Melanie Wasem, va estudiar en el col·legi alemany fins al batxillerat. La seva infància va transcórrer a Cobán, on va mantenir contacte amb el poble maia, cultura present en les seves obres.
El 1944, va començar a estudiar en l'Acadèmia de Belles Arts, avui Escola Nacional d'Arts Plàstiques Rafael Rodríguez Padilla on va treballar com a assistent de l'artista Julio Urruela, amb el qual va col·laborar en els murals en el Palau Nacional de la Cultura de Guatemala. El 1945, va obtenir una beca del president Juan José Arévalo per estudiar art en l'Escola Nacional de Pintura, Escultura i Gravat La Esmeralda de Mèxic on va tenir professors com Carlos Orozco Romero, Jesús Guerrero Galván, Alfredo Zalce, Federico Cantú i Manuel Rodríguez Lozano.
Un dels seus principals mestres va ser Diego Rivera, amb qui va conèixer a Frida Kahlo. Les seves primeres obres estan fortament lligades amb l'estètica i temàtiques presents en els murals de Rivera. A més, a causa de la seva relació amb la parella d'artistes es va unir com a militant del Partit Comunista Mexicà. La proximitat amb els Rivera-Kahlo la va portar a conèixer al seu espòs, Arturo García Bustos, estudiant de Frida Kahlo, integrant del grup conegut com "Els Fridos". Es van casar el 1949, quan Lazo tenia vint-i-quatre anys. La parella es va traslladar a Coyoacán a una casa situada al barri de la Conchita, la qual és coneguda com “La casa colorada”. Aquesta mateixa residència, el 2006, va ser adaptada com a galeria i està gestionada per la família dels artistes.

## Carrera

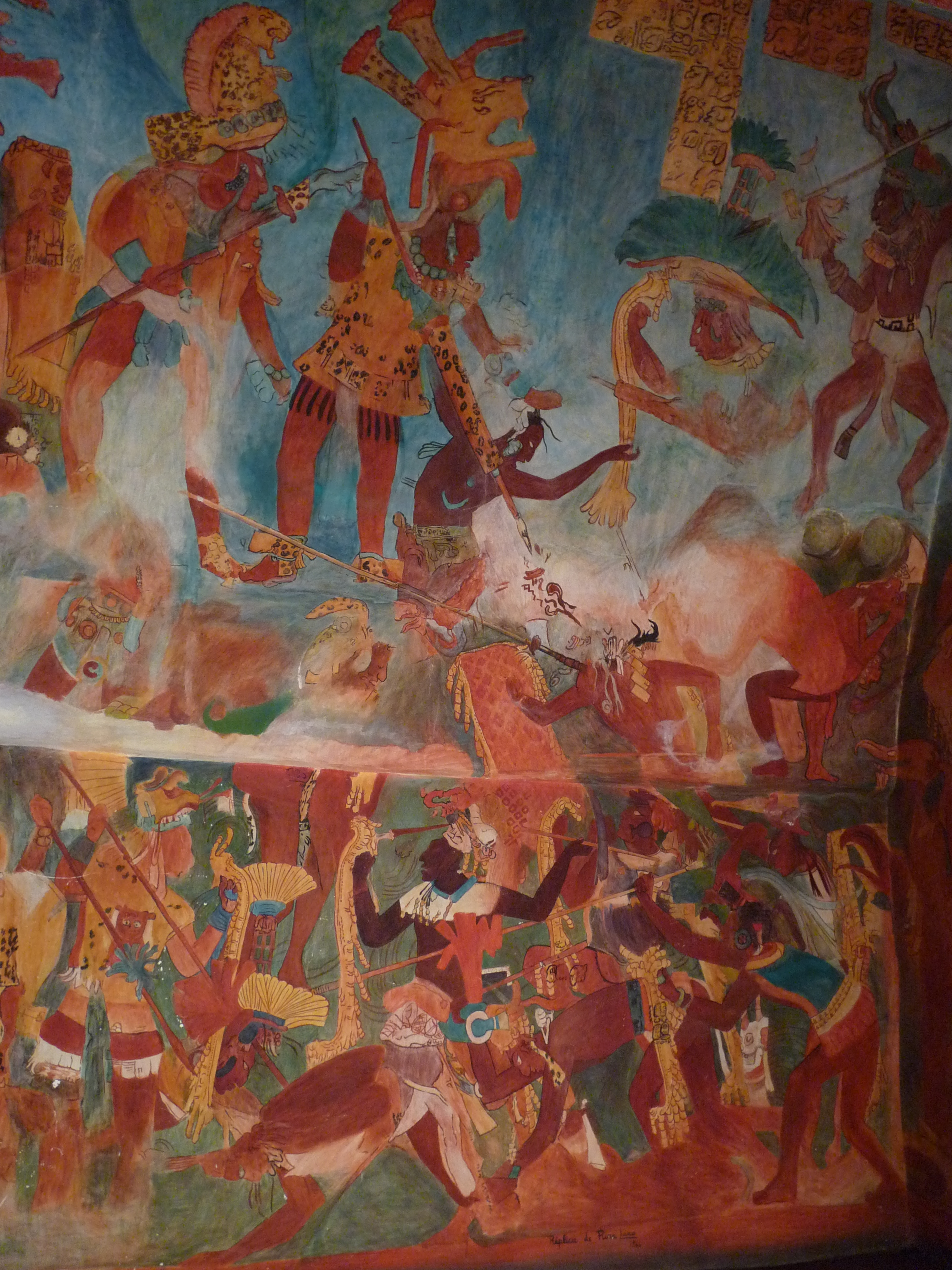
Detall de la reproducció dels murals de Bonampak

El 1947, va assistir a Diego Rivera en el mural Sueño de una tarde dominical en la Alameda Central a l'Hotel del Prado. Fins a la mort del pintor el 1957, va treballar en un nombre important de murals com El agua, origen de la vida sobre la tierra (1951) al bosc de Chapultepec, el mural La universidad, la família i el deporte de l'Estadi Olímpic Universitari (1952) a Mèxic, el mural El pueblo en demanda de salud (Historia de la medicina en México) (1953) al l'Hospital La Raza, i un a Guatemala: La gloriosa victoria (1954) en el Palau Nacional de la Cultura. Aquest últim mural va generar polèmica perquè escenifica la intervenció nord-americana per mitjà de la guerrilla a Guatemala, el mateix que va desencadenar la caiguda del govern de Jacobo Árbenz Guzmán.
En la seva obra individual, Rina Lazo va realitzar un nombre important de murals, frescos, murals en vinil i estuc a Guatemala així com en diversos llocs de Mèxic. Abans del seu matrimoni, va crear un mural a l'Escola Rural de Temixco a l'espera que el Partit Comunista es reorganitzés a Morelos. El seu següent mural va ser Tierra fertil, el 1954, basat en escenes de la zona de Tikal en el Museu de la Universitat de San Carlos a Guatemala. Un altre treball conclòs a la seva terra natal fou Venceremos, de 1959, pel qual va rebre diversos reconeixements.
El 1996, va realitzar dues reproduccions dels murals precolombins a Bonampak. El primer, i el més gran, es troba en el Museu Nacional d'Antropologia en la Ciutat de Mèxic, a petició de Pedro Ramírez Vázquez. Es tracta d'una calca realitzada directament dels murals del jaciment arqueològic. Aquest treball va donar pas a un altre mural en panells mòbils per a una companyia de televisió, i temps després, aquests panells van ser comprats per la filla de la família García Lazo per a la Galeria Casa Colorada. El 1995, va crear un altre mural per al Museu d'Antropologia anomenat Venerable Abuelo Maíz. Encara que la parella García-Lazo va aprendre amb els Rivera-Kahlo, normalment no treballaven junts donada la diversitat d'interessos que els movia. no obstant això, el 1997, van treballar en el disseny i en la realització d'un mural transportable de 2,7 per 7 metres anomenat Realidad y sueño en el mundo maya. Mágico encuentro entre hombres y dioses, que va ser inaugurat a l'Hotel Casa Turquesa a Cancun.
La seva primera obra premiada va ser Por los caminos de la libertad, creat el 1944. Va exercir com a professora d'arts a l'Escola de Restauració de l'Institut Nacional de Belles arts o l'escola de Belles arts d'Oaxaca de Juárez. També va fer classes a la Casa del Lago de Chapultepec i seminaris i tallers en el Museu Nacional d'Antropologia en la Ciutat de Mèxic, la casa de la Cultura d'Oaxaca, així com en ciutats com Guatemala, Leipzig i Pyongyang,
Va rebre el premi Emeretisimum de la Facultat d'Humanitats de la Universitat de San Carlos de Guatemala. El 2004, va rebre l'Ordre del Quetzal del govern de Guatemala i el 2005, va rebre la Medalla de la Pau. El 2010, va rebre un reconeixement de part del govern de Romania. El 1998, Abel Santiago va escriure la seva biografia, Sabiduria de Manos, amb textos d'Andrés Henestrosa, Henrique González Casanova, María Luisa Mendoza, Otto-Raúl González i Carmen de la Fuente. Va ser integrant del Saló de la Plàstica Mexicana de 1964 fins a la seva mort.
Va morir a Coyoacán, Ciutat de Mèxic, l'1 de novembre de 2019, als 96 anys.